# Seversky P-35
Seversky P-35 je bil enomotorni propelerski lovec, ki ga je zasnoval Seversky Aircraft Company v 1930ih. Bil je prvi enosedežni lovec USAAC (U.S. Army Air Corps) s povsem kovinsko konstrukcijo, uvlačljivim podvozjem in zaprtim kokpitom. Bil je zasnovan v istem obdobju kot bolj sposobnaa Hawker Hurricane in Messerschmitt Bf 109.

## Specifikacije(P-35A)
Podatki iz The American Fighter; Angelucci and Bowers 1987, p. 387
Splošne karakteristike
- Posadka: 1
- Dolžina: 26 ft 10 in (8,17 m)
- Razpon kril: 36 ft 0 in (10,97 m)
- Višina: 9 ft 9 in (2,97 m)
- Površina kril: 220 ft² (20,43 m²)
- Teža praznega letala: 4575 lb (2075 kg)
- Naložena teža: 6118 lb (2775 kg)
- Maks. vzletna teža: 6723 lb (3050 kg)
- Pogon letala: 1 ×  radialni motor Pratt & Whitney R-1830-45 Twin Wasp, 1050 KM (783 kW)

 Zmogljivost 
- Maks. hitrost: 290 mph (252 vozlov, 467 km/h) na višini 12000 ft (3660 m)
- Potovalna hitrost: 260 mph (226 vozlov, 418 km/h)
- Doseg: 950 milj (826 nmi, 1530 km)
- Višina leta: 31400 ft (9570 m)
- Hitrost vzpenjanja: 1920 ft/min (9,8 m/s)
- Obremenitev kril: 27,8 lb/ft² (135,8 kg/m²)
- Razmerje moč/teža: 0,172 KM/lb (0,282 kW/kg)

Oborožitev

- Strelno orožje: 2x 0.30 in M1919 Browning strojnici; 2x 0.50 in Browning M2 strojnici
- Bombe: Do350 lb (160 kg) bomb